# Sierra County (Kalifornie)
Sierra County je okres ve státě Kalifornie v USA. K roku 2010 zde žilo 3 240 obyvatel. Správním městem okresu je Downieville. Celková rozloha okresu činí 2 491,6 km2. Na východě sousedí s Nevadou.

## Sousední okresy
| Růžice kompasu |               | Plumas County              | Lassen County      | Růžice kompasu |
| Růžice kompasu | Yuba County   | Sever                      | Washoe County (NV) | Růžice kompasu |
| Růžice kompasu | Yuba County   | Sierra County (Kalifornie) | Washoe County (NV) | Růžice kompasu |
| Růžice kompasu | Yuba County   | Jih                        | Washoe County (NV) | Růžice kompasu |
| Růžice kompasu | Nevada County |                            |                    | Růžice kompasu |